# Currie Cup Premier Division 2017
La Currie Cup Premier Division de 2017 fue la septuagésima novena edición del principal torneo de rugby provincial de Sudáfrica.
El campeón fue el equipo de Western Province quienes obtuvieron su trigésimo cuarto campeonato.

## Sistema de disputa
El torneo se disputó en formato liga donde cada equipo se enfrentó a los equipos restantes, luego los mejores cuatro clasificados disputaron semifinales y final.
Mientras que el séptimo clasificado disputó un partido de promoción frente al campeón de la First Division.

## Clasificación
| Pos. | Equipo              | Encuentros | Encuentros | Encuentros | Encuentros | Tantos | Tantos | Tantos | PB | PB | Puntos |
| Pos. | Equipo              | PJ         | PG         | PE         | PP         | F      | C      | Dif    | BO | BD | Puntos |
| ---- | ------------------- | ---------- | ---------- | ---------- | ---------- | ------ | ------ | ------ | -- | -- | ------ |
| 1.º  | Natal Sharks        | 12         | 10         | 0          | 2          | 352    | 229    | +123   | 7  | 0  | 47     |
| 2.º  | Western Province    | 12         | 7          | 0          | 5          | 410    | 308    | +102   | 8  | 1  | 37     |
| 3.º  | Golden Lions        | 12         | 6          | 0          | 6          | 346    | 395    | −49    | 9  | 2  | 35     |
| 4.º  | Blue Bulls          | 12         | 5          | 0          | 7          | 457    | 442    | +15    | 9  | 3  | 32     |
| 5.º  | Free State Cheetahs | 12         | 6          | 0          | 6          | 357    | 458    | −101   | 6  | 1  | 31     |
| 6.º  | Pumas               | 12         | 4          | 0          | 8          | 348    | 371    | −23    | 7  | 4  | 27     |
| 7.º  | Griquas             | 12         | 4          | 0          | 8          | 391    | 458    | −67    | 6  | 4  | 26     |

|  | Semifinalistas. |
|  | Promoción.      |

### Semifinales
| 21 de octubre | Natal Sharks | 37 - 27 | Blue Bulls | Kings Park Stadium, Durban |  |

| 21 de octubre | Western Province | 19 - 5 | Golden Lions | Newlands Stadium, Ciudad del Cabo |  |

### Final
| 28 de octubre | Natal Sharks | 21 - 33 | Western Province | Kings Park Stadium, Durban |  |

| Bandera de Sudáfrica     |
| Campeón Western Province |
| Trigésimo cuarto título  |

## Promoción
| 27 de octubre | Griquas | 59 - 26 | Griffons | Griqua Park, Kimberley |  |

- Los Griquas mantienen la categoría para la próxima temporada.